# Facundo: Civilização e Barbárie
Facundo: Civilização e Barbárie (título original completo, em espanhol: Civilización i barbarie. Vida de Juan Facundo Quiroga, i aspecto físico, costumbres i hábitos de la República Arjentina) é um livro publicado em 1845 por Domingo Faustino Sarmiento, escritor e jornalista, que se tornou o sétimo presidente da Argentina. A obra é um pilar da literatura da América Latina: um trabalho de não ficção criativa que contribuiu para estabelecer os parâmetros para pensar o desenvolvimento, modernização, poder e cultura da região. Com o subtítulo "Civilização e Barbárie", o livro contrasta civilização e barbárie na Argentina do século XIX. O crítico literário Roberto González Echevarría considera Facundo "o livro mais importante escrito por um latino-americano em qualquer disciplina ou gênero".
A obra conta a vida de Juan Facundo Quiroga, um gaúcho que aterrorizava a Argentina provincial nas décadas de 1820 e 1830. Kathleen Ross, uma das tradutoras de Facundo para o inglês, ressalta que o autor publicou o livro para "denunciar a tirania do ditador argentino Juan Manuel de Rosas". Rosas governou a Argentina de 1829 a 1832 e de 1835 a 1852. Por causa de Rosas, Sarmiento estava exilado no Chile, onde escreveu o livro. Sarmiento considera Rosas herdeiro de Facundo: ambos são caudilhos e representam um barbarismo que é resultado da vida no interior rural da Argentina. Conforme explica Ross, o livro de Sarmiento se propõe, portanto, a descrever o "caráter nacional argentino, explicando os efeitos das condições geográficas da Argentina na personalidade, a natureza 'bárbara' do interior versus a influência 'civilizadora' da cidade, e o grande futuro que aguardava a Argentina quando o país abriu suas portas para a ampla imigração européia."
Ao longo do texto, Sarmiento explora a dicotomia entre civilização e barbárie. Conforme observa Kimberly Ball, "a civilização é identificada com a Europa setentrional, a América do Norte, as cidades, os unitários, Paz, e Rivadavia", enquanto "a barbárie é identificada com a América Latina, a Espanha, a Ásia, o Oriente Médio, a zona rural, os federalistas, Facundo e Rosas. É devido à forma com que Sarmiento articula essa oposição que o livro teve influência tão profunda. Nas palavras de González Echevarría, "ao propor a dialética entre civilização e barbárie como o conflito central na cultura latino-americana, Facundo deu forma a uma polêmica que começou no período colonial e que continua nos dias atuais".
A primeira edição de Facundo foi publicada em partes, em 1845. Sarmiento removeu os dois últimos capítulos da segunda edição (1851), mas colocou-os de volta na edição de 1874 após concluir que eram importantes para o desenvolvimento do livro.